# Port lotniczy Kristiansand
Port lotniczy Kristiansand – międzynarodowy port lotniczy położony w Kristiansand. Jest jednym z największych portów lotniczych w południowej Norwegii.

## Linie lotnicze i połączenia
| Linia lotnicza               | Kierunek                                                                                           |
| ---------------------------- | -------------------------------------------------------------------------------------------------- |
| KLM                          | 1. Amsterdam                                                                                       |
| Norwegian Air Shuttle        | 1. Oslo-Gardermoen                                                                                 |
| Scandinavian Airlines System | 1. Kopenhaga 2. Oslo-Gardermoen Sezonowo: 1. Alicante Sezonowe czartery: 1. Chania 2. Gran Canaria |
| Sunclass Airlines            | Sezonowe czartery: 1. Palma de Mallorca                                                            |
| Widerøe                      | 1. Bergen                                                                                          |